# 第103独立親衛空挺旅団 (ベラルーシ)
第103独立親衛空挺旅団 (だい103どくりつしんえいくうていりょだん、ベラルーシ語: 103-я асобная гвардзейская паветрана-дэсантная брыгада、ロシア語: 103-я отдельная гвардейская воздушно-десантная бригада) はベラルーシ特殊作戦軍の空挺旅団である。その前身部隊はソ連空挺軍の師団の一つであったソビエト連邦60周年名称第103親衛空挺レーニン勲章・赤旗勲章・クトゥーゾフ勲章師団 (ロシア語: 103-я гвардейская воздушно-десантная ордена Ленина Краснознаменная ордена Кутузова дивизия имени 60-летия СССР) である。同部隊は1946年に創設され、ベラルーシ共和国軍に移管された1年後の1993年に解隊した。この師団は1944年末の創設以降、第二次世界大戦の最後の数か月間、ウィーン攻勢において歩兵部隊として戦った第103親衛狙撃師団 (ロシア語: 103-я гвардейская стрелковая дивизия) から編成された。

## 歴史

### 第二次世界大戦
オリジナルの第103親衛狙撃師団は、1944年12月18日、白ロシア・ソビエト社会主義共和国ビホフにおいて前身の第13親衛空挺師団から編成を開始し、翌1945年1月上旬に編成完結した。第3親衛空挺旅団は第317親衛狙撃連隊に、第5親衛空挺旅団は第322親衛狙撃連隊になり、残りの狙撃部隊は第324親衛狙撃連隊となった。この師団は第37親衛狙撃軍団の一部となり、2月に列車に乗り込み、ブダペスト南の陣地に移動した。3月16日から4月1日にかけ、この師団は春の目覚め作戦の撃退に参加した後、バラトン湖に沿って前進した。この師団は3月23日にヴェスプレーム、3月26日にデヴェツェル、3月28日にシャールヴァール、最終的には3月29日にソンバトヘイの占領を支援した。4月2日、この師団はグログニッツを占領し、その後ウィーンで戦った。ウィーン攻勢におけるウィーンの占領の後、この師団は退却するドイツ軍部隊を追撃して西へ進軍した。
4月28日、この師団はバーデン・バイ・ウィーンでの休息と再補給に割り振られた。この師団は5月1日に赤旗勲章および二等クトゥーゾフ勲章を授与された。同日、第317および第324親衛狙撃連隊がアレクサンドル・ネフスキー勲章を、第322親衛狙撃連隊が二等クトゥーゾフ勲章を贈られた。5月6日、師団はウィーン方面に進軍し、5月8日にトラウンフェルト (Traunfeld) 近郊に集結した。5月12日にトジェボニに入城した。その後この師団はセゲドに位置したが、1946年2月10日にリャザン州セリツィ (Сельцы) に移動した。第二次大戦中、この師団では3521名が何らかの勲章を受章し、5名がソ連邦英雄となった。

### 戦後
1946年6月3日のソビエト連邦閣僚会議の決議に従って、第103親衛狙撃師団は師団司令部、第317親衛空挺降下連隊（アレクサンドル・ネフスキー勲章）、第322親衛空挺降下連隊（アレクサンドル・ネフスキー勲章、二等クトゥーゾフ勲章）、第39親衛空挺降下連隊（赤旗勲章、二等クトゥーゾフ勲章）、第15親衛砲兵連隊および支援部隊からなる第103親衛空挺師団（赤旗勲章、二等クトゥーゾフ勲章）に再編成された。師団参謀は1946年8月5日に空挺軍の戦闘訓練を開始した。師団は1947年3月にポロツク市に移された。1948年10月1日、第322親衛空挺降下連隊が第7親衛空挺師団を編成するために移管され、第39親衛空挺降下連隊によって交代された。ミハイル・デニセンコは1948年12月に師団長となった後、1949年4月、パラシュート降下中に死亡した。
1956年、解散した第114親衛空挺師団から第350および第357親衛空挺連隊がこの師団に加入した。同じ年（6月）、この師団は白ロシア軍管区内のまま、ヴィテプスクに移された。1959年、師団の隊員はAn-12輸送機と新型のD-1/8落下傘の試験を支援した。1962年、この師団は他のワルシャワ条約機構軍とともに「ヴルタヴァ («Влтава»)」演習に参加し、チェコスロバキア国防相から感状を授与された。師団は1967年7月、「ドニエプル («Днепр»)」演習での活躍に対してアンドレイ・グレチコソ連国防相から感状を受け取った。同月、師団の軍医が空挺軍史上初めて北極圏（ゼムリャフランツァヨシファ・ヘイス島）で空挺降下を行い、観測基地の技術者を治療した。1968年8月21日から10月20日まで、この師団はプラハの春の鎮圧作戦であるドゥナイ作戦に参加した。

この師団は1970年に東ドイツで行われた「力の連帯 («Братство по оружию»)」演習に参加し、1972年には「盾-72 («Щит-72»)」演習に参加した。1975年、師団はAn-22およびIl-76から落下傘降下を行った初のソ連空挺軍親衛師団となった。また、この師団は「春-75 («Весна-75»)」、「前衛-76 («Авангард-76»)」演習にも参加した。第103親衛空挺師団は1978年2月のベラルーシでの「樺 («Березина»)」諸兵科連合演習に参加した。彼らはIl-76から武器と装備を携えて降下した。演習におけるこの師団の隊員の活動はソ連軍司令官らによって非常に高く評価された。
1979年12月、この師団はアフガニスタンに移された。12月26日、師団はアフガニスタン国境を通過した。同国での戦争の間、この師団は1980年にレーニン勲章を受章し、1982年に名誉称号「ソビエト連邦60周年」を与えられた。第317親衛空挺連隊は1989年2月5日にアフガニスタンから撤退した。2日後、師団司令部、第357親衛空挺連隊、第1179砲兵連隊がこれに続いた。2月12日、第350親衛空挺連隊が出発した。第357親衛空挺連隊の増強第3空挺大隊を中心に編成された部隊は2月14日までカーブル空港を防衛した。この師団は最初にアフガニスタン入りし、最後に撤退したソ連軍部隊となった。9年にわたる戦いの間、この師団はソ連邦英雄8名を輩出し、907名の戦死者を出した。
1990年1月、この師団はソ連国境軍に移管され、ソ連-イラン国境を警備した。第20独立装備維持・補修大隊は残されたが、第1179親衛砲兵連隊、第105独立親衛高射ロケット大隊、第609空挺降下保障大隊は師団本隊の移管と同時に空挺軍直轄となってフェルガナに移動し、第105親衛空挺師団の編成母体となった。しかし、ソ連崩壊期の混乱の中、同師団の編成は完結しなかった。1991年9月23日、師団はVDVに戻された。

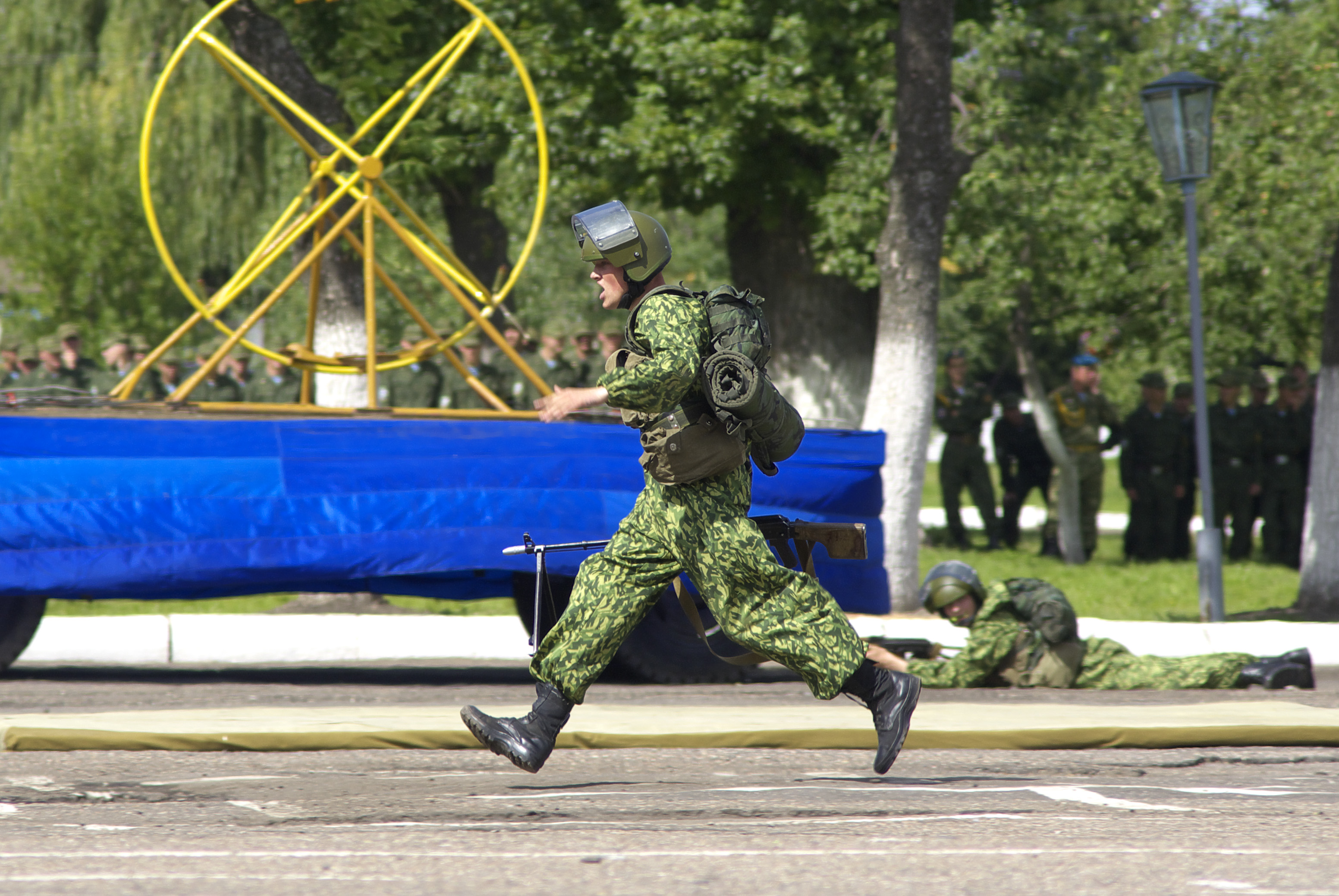
訓練展示中の第103親衛機動旅団の隊員

### ベラルーシ軍での活動

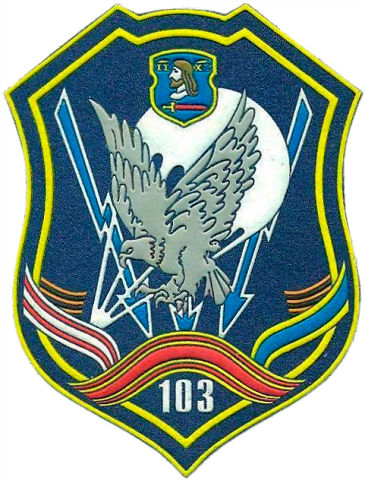
第103親衛機動旅団のパッチ

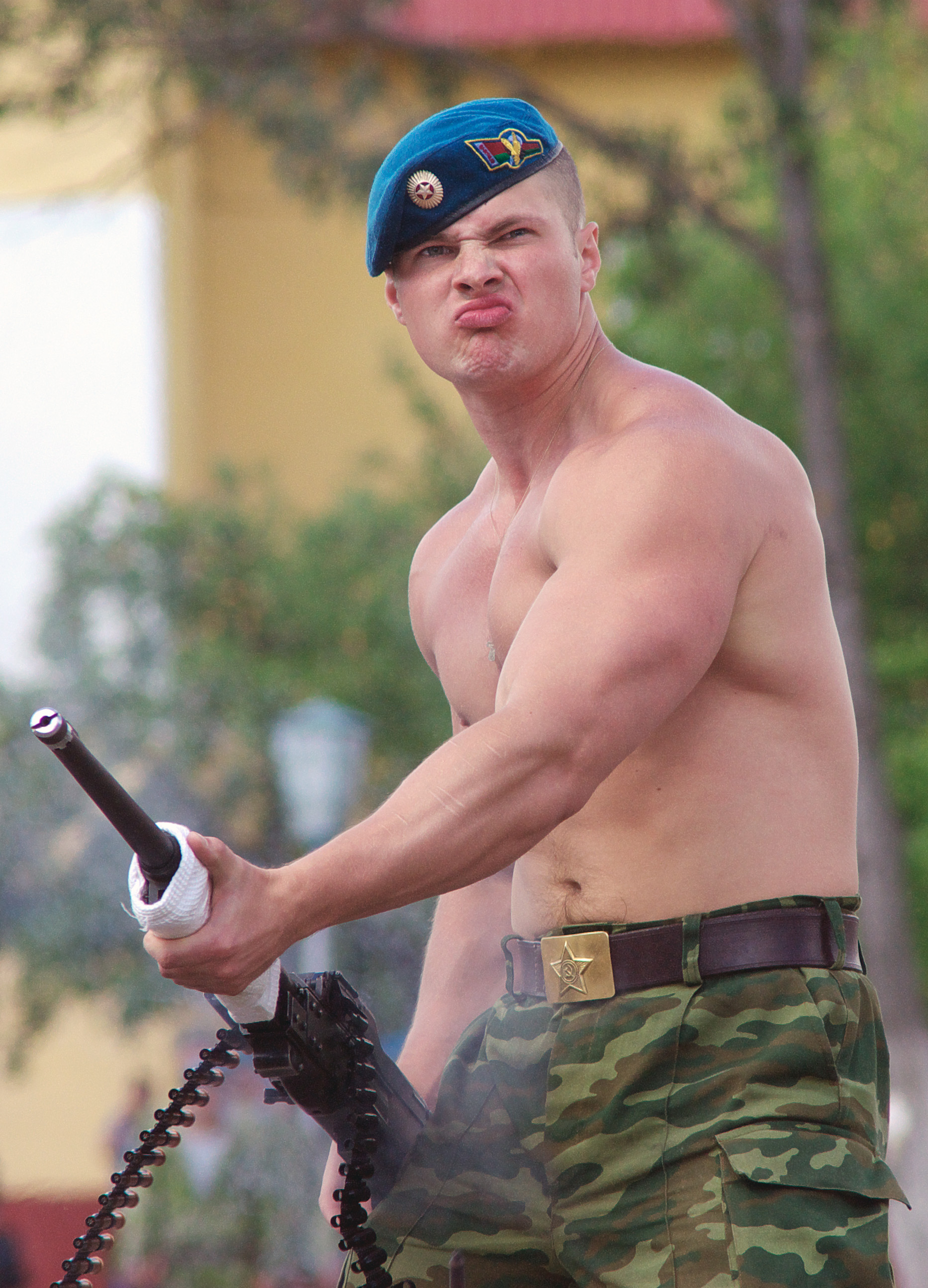
PKT機関銃を射撃する偵察隊の隊員

1992年5月20日、ベラルーシ共和国国防大臣令第5/0251号により、第103親衛空挺（レーニン勲章・赤旗勲章・クトゥーゾフ勲章）師団はベラルーシ共和国軍に編入された。1993年、第103親衛空挺師団司令部がベラルーシ共和国機動軍司令部とされた。第317親衛空挺連隊は1995年9月1日に第317独立機動旅団に昇格した。第350親衛空挺連隊は第350独立機動旅団となり、第357親衛空挺連隊は第357独立機動訓練旅団となった。師団の第1179親衛砲兵連隊は再建されないまま解散した。第357旅団は同年中に解散し、2002年までに機動軍司令部、第350旅団もこれに続いた。第317旅団は2003年2月1日に参謀本部特殊部隊総局に移管された。5月15日、第317独立機動旅団は第103親衛空挺師団の軍旗を与えられた。同部隊はその後第103独立機動旅団 (ベラルーシ語: 103-я асобная мабільная брыгада) となった。この旅団は2007年以来ベラルーシ特殊作戦軍の一部である。
2014年、この旅団はキルギスでの集団安全保障条約機構 (CSTO) の「不滅の連帯-2014 («Нерушимое братство-2014»)」演習に参加した。彼らはまた、カザフスタンで実施された「交流-2014 («Взаимодействие-2014»)」演習にも加わった。2016年8月2日、この旅団は第103親衛空挺旅団と改名され、第38親衛空中強襲旅団とともに当初の呼称を取り戻した。
2020年1月14日、アンドレイ・ラヴコフ国防相はこの旅団にその配置地点に基づく名前を割り当てることを決定した: ソビエト連邦60周年名称第103ヴィーツェプスク独立親衛空挺レーニン勲章・赤旗勲章・二等クトゥーゾフ勲章旅団である。
2020年3月、2週間にわたる「冬のパルチザン (Winter Partisan)」演習の際、イギリス海兵隊第42コマンドーの隊員がロスヴィド演習場においてこの旅団の平和維持中隊と協働した。ベラルーシ軍が外国軍に訓練を施したのはこれが初めてであった。2022年1月、平和維持中隊は2022年の反政府デモ後のCSTOによる平和維持活動に参加するため、カザフスタンに派遣された。

## 編制
- 司令部
- 第317親衛空挺大隊
- 第350親衛空挺大隊
- 第357親衛空挺大隊
- 混成砲兵大隊
- 高射ロケット砲兵中隊
- 通信大隊
- 偵察降下中隊
- 工兵・戦闘工兵中隊
- 保護・業務中隊
- 整備中隊
- 兵站中隊
- 医療中隊
- CBRN防護小隊
- 平和維持中隊[14]

### 1989年の編制
1989年時点での第103親衛空挺師団の編制は以下のとおりである。
- 第317親衛空挺連隊
- 第350親衛空挺連隊
- 第357親衛空挺連隊
- 第1179親衛砲兵連隊
- 第62独立戦車大隊
- 第105独立親衛高射ロケット大隊
- 第80独立親衛偵察中隊
- 第742独立親衛通信大隊
- 第130独立親衛工兵大隊
- 第609空挺降下保障大隊
- 第1388独立物資補給大隊
- 第20独立装備維持・補修大隊
- 第175独立医療大隊
- 第210独立軍事輸送航空中隊

### 1945年の編制
1945年、第103親衛狙撃師団は以下の部隊から構成されていた。
- 第317親衛狙撃連隊
- 第322親衛狙撃連隊
- 第324親衛狙撃連隊
- 第15親衛砲兵連隊
- 第105親衛独立対空砲大隊
- 第116親衛独立対戦車砲大隊
- 第112親衛偵察中隊
- 第187親衛独立通信大隊
- 第130親衛工兵大隊
- 第274自動車中隊
- 第112親衛情報中隊
- 第114親衛独立化学防護中隊
- 第175医療・衛生大隊
- 親衛独立狙撃訓練大隊
- 第320師団獣医診療所
- 第245野戦製パン隊
- 第1993国立銀行野戦出張所
- 第3177野戦郵便局

## 司令官
第103親衛狙撃師団、第103親衛空挺師団、第103独立機動旅団、第103独立親衛空挺旅団の歴代司令官は以下のとおりである。
- セルゲイ・ステパノフ (Сергей Степанов) 親衛大佐（1944年 – 1945年）
- フョードル・ボチコフ（ロシア語版） (Фёдор Бочков) 親衛少将（1945年 – 1948年）
- ミハイル・デニセンコ（ロシア語版、英語版） (Михаил Денисенко) 親衛少将（1948年 – 1949年）
- ヴィクトル・コズロフ (Виктор Козлов) 親衛大佐（1949年 – 1952年）
- イラリオン・ポポフ (Илларион Попов) 親衛少将（1952年 – 1956年）
- ミハイル・アグリツキー (Михаил Аглицкий) 親衛少将（1956年 – 1959年）
- ドミトリー・シュクルドネフ (Дмитрий Шкруднев) 親衛大佐（1959年 – 1961年）
- イヴァン・コブザリ (Иван Кобзарь) 親衛大佐（1961年 – 1964年）
- ミハイル・カシニコフ (Михаил Кашников) 親衛少将（1964年 – 1968年）
- アレクサンドル・ヤツェンコ (Александр Яценко) 親衛少将（1968年 – 1974年）
- ニコライ・マカロフ (Николай Макаров) 親衛少将（1974年 – 1976年）
- イヴァン・リャブチェンコ (Иван Рябченко) 親衛少将（1976年 – 1981年）
- アリベルト・スリューサリ（ロシア語版） (Альберт Слюсарь) 親衛少将（1981年 – 1984年）
- ユランチン・ヤリーギン (Юрантин Ярыгин) 親衛少将（1984年 – 1985年）
- パーヴェル・グラチョフ (Павел Грачёв) 親衛少将（1985年 – 1988年）
- エフゲニー・ボチャロフ（ロシア語版） (Евгений Бочаров) 親衛少将（1988年 – 1991年）
- グリゴリー・カラブホフ (Григорий Калабухов) 親衛大佐（1991年 – 1992年）
- 不明（1992年 - 2005年）
- アンドレイ・ラヴコフ（ロシア語版、英語版）（アンドレイ・ラウコウ） (Андрей Равков (Андрэй Раўкоў)) 大佐（2005年 – 2006年）
- 不明（2006年 - 2017年）
- ヴァディム・シャドゥラ（ヴァズィム・シャドゥラ） (Вадим Шадура (Вадзім Шадура)) 大佐（2017年 – 2019年）
- アレクセイ・エルフィモフ（アリャクセイ・ヤルフィマウ） (Алексей Елфимов (Аляксей Ялфімаў)) 大佐（2019年 – ）